# Titu
Titu – miasto w Rumunii, w okręgu Dymbowica. Liczy 11 tys. mieszkańców (2006).